# Sielsowiet Ozierce
Sielsowiet Ozierce (biał. Азярэцкі сельсавет, ros. Озерецкий сельсовет) – sielsowiet na Białorusi, w obwodzie witebskim, w rejonie głębockim, z siedzibą w Oziercach. Od południowego zachodu sąsiaduję z Głębokim.
Według spisu z 2009 sielsowiet Ozierce zamieszkiwało 2168 osób w tym 2105 Białorusinów (97,09%), 41 Rosjan (1,89%), 11 Polaków (0,51%), 6 Ukraińców (0,28%) i 5 osób innych narodowości.

## Miejscowości
- agromiasteczka:
  - Marcybelin
  - Ozierce
- wsie:
  - Bursy
  - Chociłowce
  - Dmitrowszczyzna 2
  - Gińki
  - Gwozdowo
  - Harkusze
  - Kamińszczyzna
  - Kisarewszczyzna 1
  - Kuchty
  - Łatuszki
  - Mamaje
  - Muszkatowo
  - Obrub Berezwecki
  - Orzechowno
  - Pialewszczyzna
  - Pyrszczyzna
  - Stanule
  - Szubniki
  - Uhlany
  - Zalesie
  - Żabinka